# Outlook per Windows
Outook per Windows è il client di posta elettronica integrato nel sistema operativo Windows di Microsoft, che ha sostituito, dal 2024, l'app Posta e Calendario presente in Windows 10 e Windows 11.
Nel sistema operativo l'app si chiama semplicemente Outlook ma ha un'icona un poco diversa per non confonderla con l'applicazione completa che fa parte di 365 (Office).

## Descrizione
L'app fa parte di Windows ed è anche installabile separatamente utilizzando Microsoft Store o il portale Microsoft.
Si tratta della soluzione analoga a quella per iOS e Android, solo che questa versione è per PC. In questo modo non è necessario ricorrere ad Outlook contenuto in Microsoft 365. Come l'app precedente, oltre la posta elettronica, è utilizzabile come calendario (pianificazione attività) e rubrica contatti (menù Persone).
Da inizio 2025 Microsoft ha forzato l'installazione nel sistema operativo.